# Farouk Dehili
Farouk Dehili (en arabe : فاروق دهيلي), né le 20 mai 1973 à Skikda, est un joueur puis entraîneur algérien de handball.

## Biographie
Il est d'abord demi-centre des équipes nationales cadet, junior puis senior,,. Il joue également au JSE Skikda et à l'ERC Alger.
Il dirige en 2000/2001 l’équipe nationale des U21 garçons dont plusieurs joueurs entrent dans l'équipe nationale seniors messieurs. Ses compétences lui ont permis de travailler en Arabie Saoudite, où il a gagné en expérience. Cadre de sport, Dehili a également suivi plusieurs stages de formation d’entraîneur sous l’égide de la Fédération internationale de handball.
Il devient entraîneur de la JSE Skikda en 2009 avec laquelle il remporte le titre de champion d’Algérie en 2015, et la Supercoupe.
Entraîneur de la formation de la JSE Skikda, Farouk Dehili est nommé en 2010 par la Fédération algérienne de handball (FAHB) à la tête de l'équipe nationale juniors garçons (U20). Il a pour mission d'entraîner la sélection nationale en vue du Championnat d'Afrique des nations prévu du 31 juillet au 15 août 2010 au Gabon,. L'équipe finira troisième du Championnat.
En 2011, il entraîne l'équipe nationale des juniors en vue du 18e Championnat du monde des moins de 21 ans en Grèce. Il se fixe comme objectif de passer le premier tour de la compétition,.
En 2017, il est nommé à la tête de la direction technique nationale (DTN) de la Fédération algérienne de handball,.
En 2021, il remporte le titre de champion d’Algérie avec la JSE Skikda.

## Palmarès d'entraîneur

### En club
JSE Skikda
- championnat d'Algérie : 2015, 2020
- Coupe d'Algérie :  2021
  - finaliste : 2009, 2019
- Supercoupe d'Algérie : 2015[14]
  - finaliste : 2021

- quatrième de la Ligue des champions 2011

Mudhar Club
- 7e place de la Coupe du monde des clubs de handball 2012
- 7e place de la Coupe des vainqueurs de coupes du Golfe : 2013

### avec l'Équipe d'Algérie
- 3e place du championnat d'Afrique junior : 2010[15]
- 14e place du Championnats du monde junior : 2011
- Finaliste du  championnat d'Afrique 2024
- 30e place au Championnat du monde 2025 ( Croatie/ Danemark/ Norvège)